# Symplectoscyphus columnarius
Symplectoscyphus columnarius is een hydroïdpoliep uit de familie Sertulariidae. De poliep komt uit het geslacht Symplectoscyphus. Symplectoscyphus columnarius werd in 1914 voor het eerst wetenschappelijk beschreven door Briggs. 